# Округ Алачуа (Флорида)
Алачуа (енгл. Alachua County) је округ у америчкој савезној држави Флорида. По попису из 2010. године број становника је 247.336.

## Демографија
Према попису становништва из 2010. у округу је живело 247.336 становника, што је 29.381 (13,5%) становника више него 2000. године.
| Група             | 2000.           | 2010.           |
| Белци             | 151.817 (69,7%) | 157.466 (63,7%) |
| Афроамериканци    | 42.062 (19,3%)  | 50.282 (20,3%)  |
| Азијати           | 7.709 (3,5%)    | 13.235 (5,4%)   |
| Хиспаноамериканци | 12.493 (5,7%)   | 20.752 (8,4%)   |
| Укупно            | 217.955         | 247.336         |